# Енотри
Енотри — давній італійський народ, що населяв в ранньоримський період доволі велику територію, що відома як Енотрія (грец. Οἰνωτρία) на півдні Італії. Зараз вона має такі сучасні регіони Апулія, Базиліката та північ Калабрії.
Як писали Павсаній та Діонісій Галікарнаський, енотри прибули в ці місця на початку залізної доби (11 ст. до н.е.) з Греції через Отрантську протоку разом з племенами, які розмовляли однією мовою. Як писав Антонін Ліберал, прибуття енотрів стало причиною міграції елімців у Сицилію. У зв'язку з грецькою колонізацією італійського узбережжя енотри були вимушені переселитись вглиб півострова. Це призвело до затяжної війни на виснаження між енотрами та колоністами, на яких енотри не раз нападали. Близько 5 ст. до н.е. енотри поступово зникають під тиском сабельців (самнітів).
Як одна з версій походження етноніму «енотри» може бути зв'язок з грецьким словом οἶνος, «вино», оскільки Енотрія була багатою на виноградники.